# 검붉은코끼리땃쥐
검붉은코끼리땃쥐 (Rhynchocyon petersi) 또는 검붉은센지는 아프리카에서 발견되는 16종의 코끼리땃쥐의 일종이다.
큰코코끼리땃쥐속의 다른 종들처럼, 비교적 크며, 다 자라면 몸길이가 평균 약 28 cm, 몸무게가 450-700g 정도가 된다. 케냐와 탄자니아의 토착종이다. 먹이는 곤충(딱정벌레, 흰개미, 개미 등)과 거미 등이며, 나무 열매나 씨앗도 보조적으로 먹는다.

## 참고 문헌
- Coster, S. and D. O. Ribble. (2005). Density and cover preferences of black-and-rufous elephant-shrews (Rhynchocyon petersi) in Chome Forest Reserve, Tanzania. Belg. J. Zool. 135 (supplement) 175-177.